# The Hall of the Olden Dreams
Albums de Dark Moor
Shadowland
(1999) Gates of Oblivion
(2002)
The Hall Of The Olden Dreams est le second album de Dark Moor, sorti en 2000. Il a été enregistré au New Sin Studio et marque le début de la collaboration du groupe avec Luigi Stefanini.

## Liste des pistes
1. The ceremony
2. Somewhere in dreams
3. Maid of Orleans
4. Bells of Notredame
5. Silver lake
6. Mortal sin
7. The sound of the blade
8. Beyond the fire
9. Quest for the eternal fame
10. Hand in hand
11. The fall of Melnibone (bonus track)

## Composition du groupe
- Elisa Martin (chant)
- Enrik Garcia (guitare)
- Daniel Fernandez (basse)
- Jorge Sáez (batterie)

## Autres
La couverture de l'album a été réalisée par Andreas Marschall.